# Municipio de Lockhart (Minnesota)
El municipio de Lockhart (en inglés, Lockhart Township) es un municipio del condado de Norman, Minnesota, Estados Unidos. Tiene una población estimada, a mediados de 2023, de 47 habitantes.
Abarca una zona exclusivamente rural.

## Geografía
Está ubicado en las coordenadas 47°26′54″N 96°31′36″O / 47.44833, -96.52667. Según la Oficina del Censo, tiene una superficie total de 93.91 km², de los cuales 93.89 km² corresponden a tierra firme y 0.02 km² están cubiertos de agua.

## Demografía
Según el censo de 2020, en ese momento había 48 personas residiendo en la zona. La densidad de población era de 0.51 hab./km². La totalidad de los habitantes eran blancos. No había hispanos o latinos viviendo en la región.